# Mary of Scotland
Mary of Scotland (en España, María Estuardo; en Argentina, María Estuardo, reina de Escocia) es una película de 1936 dirigida por John Ford en la que Katharine Hepburn representa el personaje de la reina María Estuardo. 
El guion de la película es adaptación de Dudley Nichols (1895-1960) de la obra de teatro homónima de 1933 escrita por Maxwell Anderson, en la que predomina el verso blanco; en el estreno de la pieza teatral, del personaje de la reina se había encargado Helen Hayes.

## Resumen
La católica María Estuardo (Katharine Hepburn) asume el trono de Escocia, lo que llena de terror a su cruel hermanastra Isabel I de Inglaterra (Florence Eldridge). Tras retenerla en prisión durante 18 años le ofrece el perdón si renuncia al trono. María rechaza la oferta, pues sabe que el trono le pertenece legítimamente y muere ejecutada.

## Reparto
- Katharine Hepburn es María Estuardo.
- Fredric March es Bothwell.
- Florence Eldridge es Isabel I de Inglaterra.
- Douglas Walton es Darnley.
- John Carradine es David Rizzio.
- Robert Barrat es Morton.
- Gavin Muir es Leicester.
- Ian Keith es Moray.
- Moroni Olsen es John Knox.
- William Stack es Ruthven.
- Ralph Forbes es Randolph.
- Alan Mowbray es Throckmorton.
- Frieda Inescort es Mary Beaton.
- Donald Crisp es Huntly.
- David Torrence es Lindsay.
- Molly Lamont es Mary Livingstone.
- Anita Colby es Mary Fleming.
- Jean Fenwick es Mary Seton.
- Lionel Pape es Burghley.
- Alec Craig es Donal.
- Mary Gordon es enfermera.
- Monte Blue es mensajero.
- Leonard Mudie es Maitland.
- Brandon Hurst es Airan.
- Wilfred Lucas es Lexington.
- D'Arcy Corrigan es Kirkcaldy.
- Frank Baker es Douglas.
- Cyril McLaglen es Faudoncide.
- Doris Lloyd es la mujer de un pescador.
- Robert Warwick es Sir Francis Knollys.
- Murray Kinnell es un juez.
- Lawrence Grant es un juez.
- Ivan F. Simpson es un juez.
- Nigel De Brulier es un juez.
- Barlowe Borland es un juez.
- Walter Byron es Walsingham.
- Wyndham Standing es un sargento mayor.
- Earle Foxe es el conde de Kent.
- Paul McAllister es du Croche.
- Lionel Belmore es un pescador.
- Gaston Glass es el francés.
- Neil Fitzgerald es el noble.

## Recepción
Las críticas fueron positivas, tanto del The New York Times como de la revista Variety con una Hepburn que humaniza su rol de reina." Motion Picture Daily dijo que era un espléndido drama con una interpretación sincera e intelingente de Hepburn.
Debido a su muy triste final la película fue un fracaso de taquilla pero Hepburn volvería triunfante con Historias de Filadelfia.